# 윌버 (김프)

윌버

윌버(Wilber)는 자유 그래픽 편집 프로그램인 김프의 마스코트이다. 코요테를 형상화한 것이다.
윌버는 1997년 9월 25일 즈음에 김프 커뮤니티에서 tigert라는 닉네임을 쓰는 Tuomas Kuosmanen에 의해 만들어졌다. 그리고 다른 개발자들의 도움으로 윌버 만들기 도구를 만들었다. 이는 김프 소스 코드의 /docs/Wilber_Construction_Kit.xcf.gz에서 찾을 수 있다.